# Margaret Fritsch
Margaret Goodin Fritsch (Salem, 3 de noviembre de 1899 – 27 de junio de 1993) fue una arquitecta estadounidense. En 1923 consiguió la primera licenciatura de mujer de la Universidad de Oregón en la Facultad de Arquitectura y en 1926 fue la primera arquitecta autorizada en el estado de Oregón. Pasó a dirigir su propia empresa y finalmente tuvo el cargo de planeamiento urbanístico en Alaska.

## Primeros años
Fritsch nació en 1899 en Salem, Oregón, siendo sus padres Richard Bennet Goodin y Ella Emily Buck. Después de asistir a la Universidad de Willamette durante un año, se matriculó en la Universidad de Oregón para estudiar medicina, porque su padre creyó que las mujeres eran más convenientes para esa clase de carrera de enfermería. En la universidad, Fritsch se hizo amiga de diversos alumnos de arquitectura, y decidió cambiar a la Escuela de Arquitectura. Se graduó en 1923, siendo la primera licenciada femenina de la facultad.

## Vida profesional
Después de graduarse, Fritsch completó una pasantía de tres años con la firma de Houghtaling y Dougan, Van Etten & Co. y Morris H. Whitehouse. Ella recibió su licencia para ejercer arquitectura profesionalmente en 1926, convirtiéndose en la primera mujer con licencia en Oregón, y su primer proyecto comisionado fue el diseño de la casa de la Hermandad Delta Delta Delta en la Universidad de Oregón. Ese mismo año, fue elegida como secretaria de la Junta Electoral Arquitectónica examinadora de Oregón- transformándola en la primera mujer de obtener aquella posición- manteniendo dicho rol hasta 1956.
Fritsch conoció a su marido, Frederick Fritsch, un arquitecto colega, en 1925 y casándose en 1928. Se mudaron a Filadelfia y allí completaron una colaboración en conjunto, la casa de la Hermandad Delta Delta Delta en la Universidad de Pensilvania en 1929. El matrimonio retornó a Portland, Oregón en 1930, en donde Margaret abrió su oficina tres años más tarde. Frederick, a pocos años de su matrimonio fue diagnosticado con una enfermedad incurable, por lo que decidió suicidarse en 1934. Al año del trágico desenlace, Margaret adoptó a una niña de 11 años de edad para atenuar su soledad.
Ese mismo año, en 1935, Fritsch fue elegida por el Instituto Estadounidense de Arquitectura. Respecto a su firma, continuó trabajando en ella hasta 1940, mayormente diseñando arquitectura residencial. Tras el comienzo de la Segunda Guerra Mundial, ella dejó la arquitectura debido a la falta de trabajo y comenzó a trabajar como Autoridad de Vivienda en Portland. 
En 1957 se mudó a Alaska y se convirtió en planificadora urbana para Juneau and Douglas.

## Últimos años
Margaret Fritsch se retiró en 1974 y falleció de neumonía en enero de 1993.